# Џогинг (филм)
Џогинг је југословенски филм из 1984. године. Режирао га је Здравко Шотра, а сценарио су писали Боро Ђоковић и Весна Јанковић

## Улоге
| Глумац              | Улога |
| ------------------- | ----- |
| Татјана Бељакова    |       |
| Бранимир Брстина    |       |
| Светозар Цветковић  |       |
| Светолик Никачевић  |       |
| Миодраг Радовановић |       |
| Маја Сабљић         |       |
| Љуба Тадић          |       |